# Чемпіонат України з легкої атлетики 2011
Чемпіонат України з легкої атлетики 2011 серед дорослих був проведений 2-5 серпня в Донецьку на РСК «Олімпійський».

## Призери основного чемпіонату

### Чоловіки
| Дисципліни                | Золото                                                                        | Золото   | Срібло                                                                                | Срібло   | Бронза                                                                                | Бронза   |
| ------------------------- | ----------------------------------------------------------------------------- | -------- | ------------------------------------------------------------------------------------- | -------- | ------------------------------------------------------------------------------------- | -------- |
| 100 метрів                | Ігор Бодров Харківська область                                                | 10,32    | Сергій Смелик Луганська область                                                       | 10,48    | Віталій Корж Сумська область                                                          | 10,54    |
| 200 метрів                | Ігор Бодров Харківська область                                                | 20,81    | Віталій Корж Сумська область                                                          | 21,15    | Олексій Рємєнь Запорізька область                                                     | 21,43    |
| 400 метрів                | Володимир Бураков Київська область                                            | 46,70    | Євген Гуцол Сумська область                                                           | 46,90    | Віталій Бутрим Сумська область                                                        | 47,14    |
| 800 метрів                | Олександр Осмолович Житомирська область                                       | 1.47,64  | Олександр Борисюк Волинська область                                                   | 1.48,01  | Олег Каяфа Хмельницька область                                                        | 1.48,21  |
| 1500 метрів               | Олександр Борисюк Волинська область                                           | 3.40,58  | Микола Лабовський Чернівецька область                                                 | 3.41,02  | Володимир Киц Київська область                                                        | 3.41,45  |
| 5000 метрів               | Сергій Лебідь Донецька область                                                | 13.34,42 | Микола Лабовський Чернівецька область                                                 | 13.49,89 | Роман Пасічник Вінницька область                                                      | 13.59,88 |
| 110 метрів з бар'єрами    | Сергій Копанайко Київ                                                         | 14,05    | Олександр Шагов Київ                                                                  | 14,39    | Артем Шаматрин Дніпропетровська область                                               | 14,54    |
| 400 метрів з бар'єрами    | Станіслав Мельников Одеська область                                           | 49,68    | Денис Тесленко Дніпропетровська область                                               | 50,84    | Сергій Бородін Київ                                                                   | 51,05    |
| 3000 метрів з перешкодами | Ілля Сухарєв Луганська область                                                | 8.34,50  | Ілля Славенський Білорусь                                                             | 8.35,73  | Андрій Здебський Київська область                                                     | 8.47,45  |
| 4×100 метрів              | Запорізька областьСергій Сагуткін Олексій Рємєнь Максим Муль Олег Герман      | 40,66    | Донецька областьКостянтин Васюков Максим Дмитрук Данило Акімочкін Олександр Кащеєв    | 41,28    | Тернопільська областьОлег Данилюк Андрій Панькевич Віталій Чикало Назар Рибій         | 41,47    |
| 4×400 метрів              | Вінницька областьСергій Долгий Віктор Гончарук Михайло Книш Роман Головащенко | 3.12,27  | Дніпропетровська областьМикола Жевнер Олександр Савченко Артем Ахкозов Денис Тесленко | 3.14,18  | Чернігівська областьВіталій Дубоносов Іван Луценко Владислав Сідина Олексій Поздняков | 3.14,42  |
| Стрибки у висоту          | Богдан Бондаренко Харківська область                                          | 2,28     | Олександр Нартов Харківська область                                                   | 2,25     | Андрій Проценко Херсонська область                                                    | 2,25     |
| Стрибки з жердиною        | Денис Юрченко Донецька область                                                | 5,42     | Владислав Ревенко Київська область                                                    | 5,32     | Сергій Горовий Київська область                                                       | 5,22     |
| Стрибки в довжину         | Андрій Макарчев Харківська область                                            | 7,81     | Тарас Неледва Луганська область                                                       | 7,81     | Артем Шпитько Київська область                                                        | 7,79     |
| Потрійний стрибок         | Євген Семененко Харківська область                                            | 16,76    | Микола Саволайнен Черкаська область                                                   | 16,72    | Дмитро Тидень Хмельницька область                                                     | 16,54    |
| Штовхання ядра            | Андрій Семенов Одеська область                                                | 20,63    | Андрій Бородкін Закарпатська область                                                  | 19,75    | Віктор Самолюк Київська область                                                       | 18,14    |
| Метання диска             | Іван Гришин Київська область                                                  | 64,96    | Микита Нестеренко Дніпропетровська область                                            | 61,14    | Олексій Семенов Донецька область                                                      | 59,85    |
| Метання молота            | Олексій Сокирський АР Крим                                                    | 75,32    | Олександр Дриголь Дніпропетровська область                                            | 71,33    | Дмитро Миколайчук Київська область                                                    | 70,28    |
| Метання списа             | Олександр П'ятниця Дніпропетровська область                                   | 78,64    | Роман Авраменко АР Крим                                                               | 76,94    | Сергій Дячок Київська область                                                         | 72,46    |
| Десятиборство             | Євген Нікітін Харківська область                                              | 7795     | Олексій Гордієнко Черкаська область                                                   | 6993     | Олександр Паламарчук Київська область                                                 | 6876     |

### Жінки
| Дисципліни                | Золото                                                                             | Золото   | Срібло                                                                           | Срібло   | Бронза                                                                               | Бронза   |
| ------------------------- | ---------------------------------------------------------------------------------- | -------- | -------------------------------------------------------------------------------- | -------- | ------------------------------------------------------------------------------------ | -------- |
| 100 метрів                | Дар'я Піжанкова Харківська область                                                 | 11,57    | Вікторія Кащеєва Сумська область                                                 | 11,72    | Олена Чебану Харківська область                                                      | 11,74    |
| 200 метрів                | Христина Стуй Івано-Франківська область                                            | 22,93    | Єлизавета Бризгіна Луганська область                                             | 23,27    | Вікторія Кащеєва Сумська область                                                     | 23,76    |
| 400 метрів                | Юлія Олішевська Черкаська область                                                  | 53,08    | Ольга Михайличенко Чернівецька область                                           | 53,36    | Ірина Муравйова Київ                                                                 | 53,51    |
| 800 метрів                | Юлія Кревсун Донецька область                                                      | 2.00,11  | Ольга Завгородня Чернігівська область                                            | 2.00,55  | Наталія Лупу Чернівецька область                                                     | 2.00,59  |
| 1500 метрів               | Світлана Шмідт Донецька область                                                    | 4.18,17  | Марія Шаталова АР Крим                                                           | 4.19,36  | Тамара Полупан Дніпропетровська область                                              | 4.20,94  |
| 5000 метрів               | Ольга Скрипак Чернігівська область                                                 | 16.03,96 | Юлія Ігнатова Миколаївська область                                               | 16.06,20 | Олена Сердюк Харківська область                                                      | 16.08,32 |
| 100 метрів з бар'єрами    | Євгенія Снігур Харківська область                                                  | 13,32    | Олена Яновська Волинська область                                                 | 13,74    | Юлія Синяченко Черкаська область                                                     | 13,81    |
| 400 метрів з бар'єрами    | Анастасія Лебідь Дніпропетровська область                                          | 59,01    | Юлія Синяченко Черкаська область                                                 | 59,06    | Олена Колесніченко Рівненська область                                                | 1.00,36  |
| 3000 метрів з перешкодами | Світлана Шмідт Донецька область                                                    | 9.46,91  | Валерія Мара АР Крим                                                             | 9.50,13  | Валентина Жудіна Одеська область                                                     | 9.50,47  |
| 4×100 метрів              | Львівська областьІрина Савка Ірина Васьків Ірина Корнєва Олена-Ольга Александрович | 46,36    | Запорізька областьЮлія Семчишина Ірина Кравченко Алла Ковальова Тетяна Давиденко | 47,13    | Сумська областьОлена Ковальова Марія Євтушенко Тетяна Махотіна Вікторія Кащеєва      | 47,86    |
| 4×400 метрів              | Донецька областьМарія Шмідова Світлана Шмідт Дарина Приступа Аліна Логвиненко      | 3.40,13  | Черкаська областьЮлія Олішевська Олена Продан Сніжана Лашкул Юлія Синяченко      | 3.43,65  | Житомирська областьАнастасія Шиманська Юлія Сухотська Марія Мокашова Наталія Богатко | 3.46,39  |
| Стрибки у висоту          | Оксана Окунєва Миколаївська область                                                | 1,93     | Ірина Михальченко Київська область                                               | 1,90     | Віта Паламар Запорізька область                                                      | 1,87     |
| Стрибки з жердиною        | Ксенія Черткошвілі Донецька область                                                | 4,20     | Ганна Шелех Донецька область                                                     | 4,10     | Наталія Мазурик Донецька область                                                     | 4,10     |
| Стрибки в довжину         | Вікторія Рибалко Запорізька область                                                | 6,87     | Вікторія Молчанова Харківська область                                            | 6,46     | Інна Ахкозова Київська область                                                       | 6,46     |
| Потрійний стрибок         | Руслана Цихоцька Чернівецька область                                               | 13,97    | Ганна Князєва Київ                                                               | 13,89    | Наталія Ястребова Київська область                                                   | 13,87    |
| Штовхання ядра            | Галина Облещук Івано-Франківська область                                           | 16,89    | Анна Самолюк Київська область                                                    | 16,46    | Ольга Голодна Київська область                                                       | 16,07    |
| Метання диска             | Наталія Семенова Донецька область                                                  | 59,50    | Вікторія Клочко Дніпропетровська область                                         | 52,00    | Катерина Шишкіна Донецька область                                                    | 48,50    |
| Метання молота            | Наталія Золотухіна Черкаська область                                               | 68,17    | Ірина Новожилова Херсонська область                                              | 63,78    | Лідія Провозіна Черкаська область                                                    | 63,52    |
| Метання списа             | Віра Ребрик АР Крим                                                                | 58,97    | Ганна Хабіна Київ                                                                | 57,40    | Маргарита Дорожон Дніпропетровська область                                           | 54,40    |
| Семиборство               | Людмила Йосипенко Київська область                                                 | 6318     | Катерина Нєцвєтаєва Білорусь                                                     | 5517     | Ольга Борисенко-Пушкіна Запорізька область                                           | 5358     |

## Окремі чемпіонати
Крім основного чемпіонату в Донецьку, протягом 2011 в різних містах України були також проведені чемпіонати України в окремих дисциплінах легкої атлетики серед дорослих спортсменів.

### Стадіонні дисципліни
- Зимовий чемпіонат України з легкоатлетичних метань 2011 серед дорослих був проведений 24-25 лютого в Ялті.
- Чемпіонат України з бігу на 10000 метрів 2011 був проведений 30 травня в Ялті на стадіоні «Авангард».

#### Чоловіки
| Дисципліни               | Золото                               | Золото   | Срібло                                      | Срібло   | Бронза                            | Бронза   |
| ------------------------ | ------------------------------------ | -------- | ------------------------------------------- | -------- | --------------------------------- | -------- |
| Метання диска (зимовий)  | Олексій Семенов Донецька область     | 62,20    | Сергій Пругло АР Крим                       | 61,70    | Павло Карсак Одеська область      | 60,30    |
| Метання молота (зимовий) | Олексій Сокирський АР Крим           | 74,10    | Дмитро Миколайчук Київська область          | 73,99    | Артем Рубанко Хмельницька область | 71,68    |
| Метання списа (зимовий)  | Дмитро Косинський Київська область   | 81,22    | Олександр П'ятниця Дніпропетровська область | 81,00    | Олександр Тертичний Київ          | 71,54    |
| 10000 метрів             | Василь Матвійчук Хмельницька область | 28.56,61 | Роман Романенко Закарпатська область        | 29.01,23 | Михайло Іверук Рівненська область | 29.02,20 |

#### Жінки
| Дисципліни               | Золото                                   | Золото   | Срібло                            | Срібло   | Бронза                                   | Бронза   |
| ------------------------ | ---------------------------------------- | -------- | --------------------------------- | -------- | ---------------------------------------- | -------- |
| Метання диска (зимовий)  | Вікторія Клочко Дніпропетровська область | 60,22    | Катерина Шишкіна Донецька область | 54,64    | Вікторія Клочко Дніпропетровська область | 54,00    |
| Метання молота (зимовий) | Заліна Маргієва Молдова                  | 71,61    | Марина Маргієва Молдова           | 70,37    | Наталія Золотухіна Черкаська область     | 67,50    |
| Метання списа (зимовий)  | Ганна Гацько Запорізька область          | 60,10    | Віра Ребрик АР Крим               | 59,56    | Ганна Хабіна Київ                        | 52,11    |
| 10000 метрів             | Тетяна Головченко Сумська область        | 32.59,31 | Олена Сердюк Харківська область   | 33.16,90 | Юлія Рубан Київська область              | 33.23,66 |

### Шосейна спортивна ходьба
- Зимовий чемпіонат України зі спортивної ходьби 2011 серед дорослих був проведений 26 лютого в Євпаторії.
- Чемпіонат України зі спортивної ходьби на 20 кілометрів 2011 був проведений 18 червня в Сумах.
- Чемпіонат України зі спортивної ходьби на 50 кілометрів 2011 був проведений 9 жовтня в Івано-Франківську.

#### Чоловіки
| Дисципліни                     | Золото                            | Золото     | Срібло                           | Срібло     | Бронза                                     | Бронза     |
| ------------------------------ | --------------------------------- | ---------- | -------------------------------- | ---------- | ------------------------------------------ | ---------- |
| Ходьба 20 кілометрів (зимовий) | Руслан Дмитренко Донецька область | 1:24.52    | Назар Коваленко Київська область | 1:25.01    | Олександр Венгловський Житомирська область | 1:26.07    |
| Ходьба 20 кілометрів           | Назар Коваленко Київська область  | 1:22.06    | Олексій Казанін Донецька область | 1:24.25    | Сергій Будза Київська область              | 1:24.32    |
| Ходьба 35 кілометрів (зимовий) | Олексій Казанін Донецька область  | 2:35.27    | Іван Лосев Донецька область      | 2:36.00    | Сергій Будза Київська область              | 2:37.28    |
| Ходьба 50 кілометрів           | Сергій Будза Київська область     | 4:00.02,0h | Ігор Главан Київська область     | 4:03.18,0h | Андрій Степанчук Білорусь                  | 4:03.50,0h |

#### Жінки
| Дисципліни                     | Золото                            | Золото  | Срібло                         | Срібло  | Бронза                           | Бронза  |
| ------------------------------ | --------------------------------- | ------- | ------------------------------ | ------- | -------------------------------- | ------- |
| Ходьба 20 кілометрів (зимовий) | Надія Боровська Волинська область | 1:33.22 | Олена Шумкіна Донецька область | 1:34.52 | Ольга Яковенко Вінницька область | 1:37.30 |
| Ходьба 20 кілометрів           | Наталія Макарова Росія            | 1:33.09 | Ірина Юманова Росія            | 1:34.43 | Олена Шевчук Житомирська область | 1:35.22 |

### Гірський біг та крос
- Весняний чемпіонат України з кросу 2011 був проведений 24-25 березня в Цюрупинську.
- Осінній чемпіонат України з кросу 2011 був проведений 22-23 жовтня в Білій Церкві.
- Чемпіонат України з гірського бігу 2011 був проведений 23 квітня в Києві.

#### Чоловіки
| Дисципліни            | Золото                                  | Золото | Срібло                                   | Срібло | Бронза                              | Бронза |
| --------------------- | --------------------------------------- | ------ | ---------------------------------------- | ------ | ----------------------------------- | ------ |
| Гірський біг          |                                         |        |                                          |        |                                     |        |
| Крос 4 км (весняний)  | Роман Пасічник Вінницька область        | 12.34  | Андрій Мельник Івано-Франківська область | 12.37  | Сергій Рибак Вінницька область      | 12.38  |
| Крос 10 км (весняний) | Олександр Матвійчук Хмельницька область | 32.08  | Роман Романенко Закарпатська область     | 32.21  | Олександр Лабзюк Київська область   | 32.28  |
| Крос 4 км (осінній)   | Володимир Киц Київська область          | 11.57  | Андрій Мельник Івано-Франківська область | 12.00  | Вадим Слободенюк Рівненська область | 12.08  |
| Крос 10 км (осінній)  | Ігор Гелетій Івано-Франківська область  | 31.29  | Михайло Іверук Рівненська область        | 31.33  | Дмитро Лашин Київська область       | 31.42  |

#### Жінки
| Дисципліни           | Золото                                | Золото | Срібло                            | Срібло | Бронза                             | Бронза |
| -------------------- | ------------------------------------- | ------ | --------------------------------- | ------ | ---------------------------------- | ------ |
| Гірський біг         |                                       |        |                                   |        |                                    |        |
| Крос 4 км (весняний) | Анна Пєшкова Дніпропетровська область | 14.49  | Наталія Батрак Харківська область | 14.54  | Олена Бондар Миколаївська область  | 15.13  |
| Крос 8 км (весняний) | Віра Овчарук Вінницька область        | 30.23  | Олена Білощук Хмельницька область | 30.42  | Наталія Батрак Харківська область  | 31.14  |
| Крос 3 км (осінній)  | Анна Мігель Рівненська область        | 10.14  | Наталія Батрак Харківська область | 10.23  | Тетяна Джурко Харківська область   | 10.24  |
| Крос 8 км (осінній)  | Світлана Станко Рівненська область    | 29.06  | Анна Мігель Рівненська область    | 29.09  | Тетяна Вернигор Харківська область | 29.19  |

### Шосейний біг
- Чемпіонат України з бігу на 10 кілометрів 2011 був проведений 27 серпня у Слов'янську.
- Чемпіонат України з бігу на 20 кілометрів 2011 був проведений 1 травня в Дніпропетровську.
- Чемпіонат України з марафонського бігу 2011 був проведений 2 жовтня у Білій Церкві в межах Білоцерківського марафону.
- Чемпіонат України з 48-годинного бігу 2011 був проведений 25-27 червня у Вінниці.

#### Чоловіки
| Дисципліни      | Золото                                 | Золото  | Срібло                                 | Срібло  | Бронза                                  | Бронза  |
| --------------- | -------------------------------------- | ------- | -------------------------------------- | ------- | --------------------------------------- | ------- |
| 10 кілометрів   | Ігор Гелетій Івано-Франківська область | 29.32h  | Олександр Сітковський Донецька область | 29.34h  | Олександр Матвійчук Хмельницька область | 29.37h  |
| 20 кілометрів   | Сергій Зачепа Донецька область         | 58.28   | Віталій Дмитрюк Чернівецька область    | 59.28   | Роман Романенко Закарпатська область    | 59.29   |
| Марафон         | Олександр Сітковський Донецька область | 2:09.26 | Олександр Бабарика Рівненська область  | 2:12.48 | Віталій Шафар Волинська область         | 2:15.20 |
| 48-годинний біг | Юрій Тростенюк Вінницька область       | 255,591 | Олександр Харко Київ                   | 244,212 | Сергій Лебедєв Росія                    | 234,695 |

#### Жінки
| Дисципліни      | Золото                              | Золото  | Срібло                                 | Срібло  | Бронза                                    | Бронза  |
| --------------- | ----------------------------------- | ------- | -------------------------------------- | ------- | ----------------------------------------- | ------- |
| 10 кілометрів   | Тетяна Вілісова Росія               | 34.10h  | Ірина Дмитрієва Росія                  | 34.38h  | Олена Сердюк Харківська область           | 34.42h  |
| 20 кілометрів   | Ілона Барванова АР Крим             | 1:08.22 | Тетяна Вернигор Харківська область     | 1:08.58 | Ольга Дегтяренко Дніпропетровська область | 1:12.25 |
| Марафон         | Марія Кисельова Росія               | 2:38.43 | Катерина Карманенко Рівненська область | 2:43.15 | Ольга Рєзкая Білорусь                     | 2:43.15 |
| 48-годинний біг | Лариса Лабарткава Львівська область | 234,423 | Світлана Самаріна Київ                 | 224,366 | Юлія Старосельська Харківська область     | 213,791 |